# 苏尼尔·贾伊恩
苏尼尔·贾伊恩（英語：Sunil Jain，1957年10月19日—），印度前外交官，曾任印度駐科威特大使、印度駐土庫曼斯坦大使。

## 生平
苏尼尔·贾伊恩擁有美國普林斯頓大學公共政策碩士學位。
1981年，贾伊恩加入印度外事服務部。曾任印度石油天然氣部联秘。作為一名職業外交官，他曾在委內瑞拉、緬甸、日本、哈薩克和美國任職。
2010年12月4日至2013年12月3日，任印度駐土庫曼斯坦大使。2013年，被任命爲下一任印度駐科威特大使。2013年12月至2017年10月，任印度驻科威特大使。贾伊恩是第一位在印度大使館網站上公佈手機號碼的大使，以便任何居住在科威特印度公民在緊急情況下可以隨時致電他。2017年10月31日，贾伊恩退休。

## 个人生活
已婚，育有两个孩子。